# Урсул Віктор Миколайович
Віктор Миколайович Урсул — солдат підрозділу Збройних Сил України, учасник російсько-української війни, який загинув у ході російського вторгнення в Україну в 2022 році.

## Життєпис
Народився 29 серпня 1966 року в місті Сокиряни, нині Дністровський район Чернівецької області. Здобув сільськогосподарську, а згодом і правову освіту. Тривалий час працював судовим виконавцем Сокирянського суду. 
У 2019 році уклав контракт на проходження військової служби за контрактом зі Збройними Силами України, прагнув захищати від ворога рідну землю, яку любив і цінував безмежно. Був призначений на посаду водія гранатометного відділення (підрозділ — не уточнено).
Загинув 25 лютого 2022 року в боях при обороні Херсону. Залишилося 5 дітей та 3 онуків.
В зв'язку з тим, що територія Херсонської області на той час перебувала під тимчасовою окупацією російських військ, Віктора Урсула було поховано на Херсонщині. 18 грудня 2022 року був перепохований на рідній Сокирянщині.

## Родина
Залишилося 5 дітей та 3 онуків.

## Нагороди
- орден За мужність III ступеня (2022, посмертно) — за особисту мужність і самовіддані дії, виявлені у захисті державного суверенітету та територіальної цілісності України, вірність військовій присязі[4].